# Championnat du monde d'échecs 1894

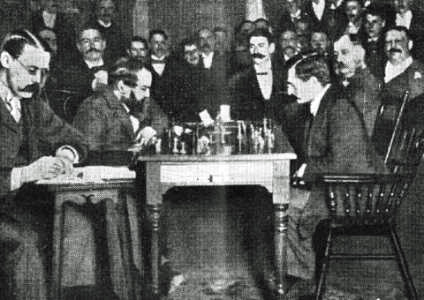
Wilhelm Steinitz (g) - Emanuel Lasker (d)

Le Championnat du monde d'échecs 1894 a vu s'affronter l'Américain d'origine autrichienne Wilhelm Steinitz, tenant du titre, et l'Allemand Emanuel Lasker, du 15 mars au 26 mai 1894 à New York (parties 1 à 8), Philadelphie (parties 9 à 11) et Montréal (parties 12 à 19).
Le challenger, Lasker, l'a emporté sur Steinitz, qui était son aîné de 32 ans.
Le premier joueur à remporter dix victoires était déclaré champion.

## Résultats
|   | a | b | c | d | e | f | g | h |   |
| 8 | Tour noire sur case noire d8 · Cavalier noir sur case blanche e8 · Roi noir sur case noire f8 · Pion noir sur case noire a7 · Pion noir sur case blanche f7 · Pion noir sur case noire g7 · Pion noir sur case blanche h7 · Pion noir sur case noire b6 · Fou noir sur case noire d6 · Cavalier noir sur case blanche g6 · Cavalier blanc sur case blanche b5 · Pion noir sur case noire e5 · Pion blanc sur case noire b4 · Pion blanc sur case noire a3 · Fou blanc sur case blanche b3 · Pion blanc sur case noire e3 · Pion blanc sur case blanche f3 · Pion blanc sur case blanche h3 · Fou blanc sur case noire b2 · Roi blanc sur case blanche e2 · Pion blanc sur case noire f2 · Tour blanche sur case blanche d1 | Tour noire sur case noire d8 · Cavalier noir sur case blanche e8 · Roi noir sur case noire f8 · Pion noir sur case noire a7 · Pion noir sur case blanche f7 · Pion noir sur case noire g7 · Pion noir sur case blanche h7 · Pion noir sur case noire b6 · Fou noir sur case noire d6 · Cavalier noir sur case blanche g6 · Cavalier blanc sur case blanche b5 · Pion noir sur case noire e5 · Pion blanc sur case noire b4 · Pion blanc sur case noire a3 · Fou blanc sur case blanche b3 · Pion blanc sur case noire e3 · Pion blanc sur case blanche f3 · Pion blanc sur case blanche h3 · Fou blanc sur case noire b2 · Roi blanc sur case blanche e2 · Pion blanc sur case noire f2 · Tour blanche sur case blanche d1 | Tour noire sur case noire d8 · Cavalier noir sur case blanche e8 · Roi noir sur case noire f8 · Pion noir sur case noire a7 · Pion noir sur case blanche f7 · Pion noir sur case noire g7 · Pion noir sur case blanche h7 · Pion noir sur case noire b6 · Fou noir sur case noire d6 · Cavalier noir sur case blanche g6 · Cavalier blanc sur case blanche b5 · Pion noir sur case noire e5 · Pion blanc sur case noire b4 · Pion blanc sur case noire a3 · Fou blanc sur case blanche b3 · Pion blanc sur case noire e3 · Pion blanc sur case blanche f3 · Pion blanc sur case blanche h3 · Fou blanc sur case noire b2 · Roi blanc sur case blanche e2 · Pion blanc sur case noire f2 · Tour blanche sur case blanche d1 | Tour noire sur case noire d8 · Cavalier noir sur case blanche e8 · Roi noir sur case noire f8 · Pion noir sur case noire a7 · Pion noir sur case blanche f7 · Pion noir sur case noire g7 · Pion noir sur case blanche h7 · Pion noir sur case noire b6 · Fou noir sur case noire d6 · Cavalier noir sur case blanche g6 · Cavalier blanc sur case blanche b5 · Pion noir sur case noire e5 · Pion blanc sur case noire b4 · Pion blanc sur case noire a3 · Fou blanc sur case blanche b3 · Pion blanc sur case noire e3 · Pion blanc sur case blanche f3 · Pion blanc sur case blanche h3 · Fou blanc sur case noire b2 · Roi blanc sur case blanche e2 · Pion blanc sur case noire f2 · Tour blanche sur case blanche d1 | Tour noire sur case noire d8 · Cavalier noir sur case blanche e8 · Roi noir sur case noire f8 · Pion noir sur case noire a7 · Pion noir sur case blanche f7 · Pion noir sur case noire g7 · Pion noir sur case blanche h7 · Pion noir sur case noire b6 · Fou noir sur case noire d6 · Cavalier noir sur case blanche g6 · Cavalier blanc sur case blanche b5 · Pion noir sur case noire e5 · Pion blanc sur case noire b4 · Pion blanc sur case noire a3 · Fou blanc sur case blanche b3 · Pion blanc sur case noire e3 · Pion blanc sur case blanche f3 · Pion blanc sur case blanche h3 · Fou blanc sur case noire b2 · Roi blanc sur case blanche e2 · Pion blanc sur case noire f2 · Tour blanche sur case blanche d1 | Tour noire sur case noire d8 · Cavalier noir sur case blanche e8 · Roi noir sur case noire f8 · Pion noir sur case noire a7 · Pion noir sur case blanche f7 · Pion noir sur case noire g7 · Pion noir sur case blanche h7 · Pion noir sur case noire b6 · Fou noir sur case noire d6 · Cavalier noir sur case blanche g6 · Cavalier blanc sur case blanche b5 · Pion noir sur case noire e5 · Pion blanc sur case noire b4 · Pion blanc sur case noire a3 · Fou blanc sur case blanche b3 · Pion blanc sur case noire e3 · Pion blanc sur case blanche f3 · Pion blanc sur case blanche h3 · Fou blanc sur case noire b2 · Roi blanc sur case blanche e2 · Pion blanc sur case noire f2 · Tour blanche sur case blanche d1 | Tour noire sur case noire d8 · Cavalier noir sur case blanche e8 · Roi noir sur case noire f8 · Pion noir sur case noire a7 · Pion noir sur case blanche f7 · Pion noir sur case noire g7 · Pion noir sur case blanche h7 · Pion noir sur case noire b6 · Fou noir sur case noire d6 · Cavalier noir sur case blanche g6 · Cavalier blanc sur case blanche b5 · Pion noir sur case noire e5 · Pion blanc sur case noire b4 · Pion blanc sur case noire a3 · Fou blanc sur case blanche b3 · Pion blanc sur case noire e3 · Pion blanc sur case blanche f3 · Pion blanc sur case blanche h3 · Fou blanc sur case noire b2 · Roi blanc sur case blanche e2 · Pion blanc sur case noire f2 · Tour blanche sur case blanche d1 | Tour noire sur case noire d8 · Cavalier noir sur case blanche e8 · Roi noir sur case noire f8 · Pion noir sur case noire a7 · Pion noir sur case blanche f7 · Pion noir sur case noire g7 · Pion noir sur case blanche h7 · Pion noir sur case noire b6 · Fou noir sur case noire d6 · Cavalier noir sur case blanche g6 · Cavalier blanc sur case blanche b5 · Pion noir sur case noire e5 · Pion blanc sur case noire b4 · Pion blanc sur case noire a3 · Fou blanc sur case blanche b3 · Pion blanc sur case noire e3 · Pion blanc sur case blanche f3 · Pion blanc sur case blanche h3 · Fou blanc sur case noire b2 · Roi blanc sur case blanche e2 · Pion blanc sur case noire f2 · Tour blanche sur case blanche d1 | 8 |
| 7 | Tour noire sur case noire d8 · Cavalier noir sur case blanche e8 · Roi noir sur case noire f8 · Pion noir sur case noire a7 · Pion noir sur case blanche f7 · Pion noir sur case noire g7 · Pion noir sur case blanche h7 · Pion noir sur case noire b6 · Fou noir sur case noire d6 · Cavalier noir sur case blanche g6 · Cavalier blanc sur case blanche b5 · Pion noir sur case noire e5 · Pion blanc sur case noire b4 · Pion blanc sur case noire a3 · Fou blanc sur case blanche b3 · Pion blanc sur case noire e3 · Pion blanc sur case blanche f3 · Pion blanc sur case blanche h3 · Fou blanc sur case noire b2 · Roi blanc sur case blanche e2 · Pion blanc sur case noire f2 · Tour blanche sur case blanche d1 | Tour noire sur case noire d8 · Cavalier noir sur case blanche e8 · Roi noir sur case noire f8 · Pion noir sur case noire a7 · Pion noir sur case blanche f7 · Pion noir sur case noire g7 · Pion noir sur case blanche h7 · Pion noir sur case noire b6 · Fou noir sur case noire d6 · Cavalier noir sur case blanche g6 · Cavalier blanc sur case blanche b5 · Pion noir sur case noire e5 · Pion blanc sur case noire b4 · Pion blanc sur case noire a3 · Fou blanc sur case blanche b3 · Pion blanc sur case noire e3 · Pion blanc sur case blanche f3 · Pion blanc sur case blanche h3 · Fou blanc sur case noire b2 · Roi blanc sur case blanche e2 · Pion blanc sur case noire f2 · Tour blanche sur case blanche d1 | Tour noire sur case noire d8 · Cavalier noir sur case blanche e8 · Roi noir sur case noire f8 · Pion noir sur case noire a7 · Pion noir sur case blanche f7 · Pion noir sur case noire g7 · Pion noir sur case blanche h7 · Pion noir sur case noire b6 · Fou noir sur case noire d6 · Cavalier noir sur case blanche g6 · Cavalier blanc sur case blanche b5 · Pion noir sur case noire e5 · Pion blanc sur case noire b4 · Pion blanc sur case noire a3 · Fou blanc sur case blanche b3 · Pion blanc sur case noire e3 · Pion blanc sur case blanche f3 · Pion blanc sur case blanche h3 · Fou blanc sur case noire b2 · Roi blanc sur case blanche e2 · Pion blanc sur case noire f2 · Tour blanche sur case blanche d1 | Tour noire sur case noire d8 · Cavalier noir sur case blanche e8 · Roi noir sur case noire f8 · Pion noir sur case noire a7 · Pion noir sur case blanche f7 · Pion noir sur case noire g7 · Pion noir sur case blanche h7 · Pion noir sur case noire b6 · Fou noir sur case noire d6 · Cavalier noir sur case blanche g6 · Cavalier blanc sur case blanche b5 · Pion noir sur case noire e5 · Pion blanc sur case noire b4 · Pion blanc sur case noire a3 · Fou blanc sur case blanche b3 · Pion blanc sur case noire e3 · Pion blanc sur case blanche f3 · Pion blanc sur case blanche h3 · Fou blanc sur case noire b2 · Roi blanc sur case blanche e2 · Pion blanc sur case noire f2 · Tour blanche sur case blanche d1 | Tour noire sur case noire d8 · Cavalier noir sur case blanche e8 · Roi noir sur case noire f8 · Pion noir sur case noire a7 · Pion noir sur case blanche f7 · Pion noir sur case noire g7 · Pion noir sur case blanche h7 · Pion noir sur case noire b6 · Fou noir sur case noire d6 · Cavalier noir sur case blanche g6 · Cavalier blanc sur case blanche b5 · Pion noir sur case noire e5 · Pion blanc sur case noire b4 · Pion blanc sur case noire a3 · Fou blanc sur case blanche b3 · Pion blanc sur case noire e3 · Pion blanc sur case blanche f3 · Pion blanc sur case blanche h3 · Fou blanc sur case noire b2 · Roi blanc sur case blanche e2 · Pion blanc sur case noire f2 · Tour blanche sur case blanche d1 | Tour noire sur case noire d8 · Cavalier noir sur case blanche e8 · Roi noir sur case noire f8 · Pion noir sur case noire a7 · Pion noir sur case blanche f7 · Pion noir sur case noire g7 · Pion noir sur case blanche h7 · Pion noir sur case noire b6 · Fou noir sur case noire d6 · Cavalier noir sur case blanche g6 · Cavalier blanc sur case blanche b5 · Pion noir sur case noire e5 · Pion blanc sur case noire b4 · Pion blanc sur case noire a3 · Fou blanc sur case blanche b3 · Pion blanc sur case noire e3 · Pion blanc sur case blanche f3 · Pion blanc sur case blanche h3 · Fou blanc sur case noire b2 · Roi blanc sur case blanche e2 · Pion blanc sur case noire f2 · Tour blanche sur case blanche d1 | Tour noire sur case noire d8 · Cavalier noir sur case blanche e8 · Roi noir sur case noire f8 · Pion noir sur case noire a7 · Pion noir sur case blanche f7 · Pion noir sur case noire g7 · Pion noir sur case blanche h7 · Pion noir sur case noire b6 · Fou noir sur case noire d6 · Cavalier noir sur case blanche g6 · Cavalier blanc sur case blanche b5 · Pion noir sur case noire e5 · Pion blanc sur case noire b4 · Pion blanc sur case noire a3 · Fou blanc sur case blanche b3 · Pion blanc sur case noire e3 · Pion blanc sur case blanche f3 · Pion blanc sur case blanche h3 · Fou blanc sur case noire b2 · Roi blanc sur case blanche e2 · Pion blanc sur case noire f2 · Tour blanche sur case blanche d1 | Tour noire sur case noire d8 · Cavalier noir sur case blanche e8 · Roi noir sur case noire f8 · Pion noir sur case noire a7 · Pion noir sur case blanche f7 · Pion noir sur case noire g7 · Pion noir sur case blanche h7 · Pion noir sur case noire b6 · Fou noir sur case noire d6 · Cavalier noir sur case blanche g6 · Cavalier blanc sur case blanche b5 · Pion noir sur case noire e5 · Pion blanc sur case noire b4 · Pion blanc sur case noire a3 · Fou blanc sur case blanche b3 · Pion blanc sur case noire e3 · Pion blanc sur case blanche f3 · Pion blanc sur case blanche h3 · Fou blanc sur case noire b2 · Roi blanc sur case blanche e2 · Pion blanc sur case noire f2 · Tour blanche sur case blanche d1 | 7 |
| 6 | Tour noire sur case noire d8 · Cavalier noir sur case blanche e8 · Roi noir sur case noire f8 · Pion noir sur case noire a7 · Pion noir sur case blanche f7 · Pion noir sur case noire g7 · Pion noir sur case blanche h7 · Pion noir sur case noire b6 · Fou noir sur case noire d6 · Cavalier noir sur case blanche g6 · Cavalier blanc sur case blanche b5 · Pion noir sur case noire e5 · Pion blanc sur case noire b4 · Pion blanc sur case noire a3 · Fou blanc sur case blanche b3 · Pion blanc sur case noire e3 · Pion blanc sur case blanche f3 · Pion blanc sur case blanche h3 · Fou blanc sur case noire b2 · Roi blanc sur case blanche e2 · Pion blanc sur case noire f2 · Tour blanche sur case blanche d1 | Tour noire sur case noire d8 · Cavalier noir sur case blanche e8 · Roi noir sur case noire f8 · Pion noir sur case noire a7 · Pion noir sur case blanche f7 · Pion noir sur case noire g7 · Pion noir sur case blanche h7 · Pion noir sur case noire b6 · Fou noir sur case noire d6 · Cavalier noir sur case blanche g6 · Cavalier blanc sur case blanche b5 · Pion noir sur case noire e5 · Pion blanc sur case noire b4 · Pion blanc sur case noire a3 · Fou blanc sur case blanche b3 · Pion blanc sur case noire e3 · Pion blanc sur case blanche f3 · Pion blanc sur case blanche h3 · Fou blanc sur case noire b2 · Roi blanc sur case blanche e2 · Pion blanc sur case noire f2 · Tour blanche sur case blanche d1 | Tour noire sur case noire d8 · Cavalier noir sur case blanche e8 · Roi noir sur case noire f8 · Pion noir sur case noire a7 · Pion noir sur case blanche f7 · Pion noir sur case noire g7 · Pion noir sur case blanche h7 · Pion noir sur case noire b6 · Fou noir sur case noire d6 · Cavalier noir sur case blanche g6 · Cavalier blanc sur case blanche b5 · Pion noir sur case noire e5 · Pion blanc sur case noire b4 · Pion blanc sur case noire a3 · Fou blanc sur case blanche b3 · Pion blanc sur case noire e3 · Pion blanc sur case blanche f3 · Pion blanc sur case blanche h3 · Fou blanc sur case noire b2 · Roi blanc sur case blanche e2 · Pion blanc sur case noire f2 · Tour blanche sur case blanche d1 | Tour noire sur case noire d8 · Cavalier noir sur case blanche e8 · Roi noir sur case noire f8 · Pion noir sur case noire a7 · Pion noir sur case blanche f7 · Pion noir sur case noire g7 · Pion noir sur case blanche h7 · Pion noir sur case noire b6 · Fou noir sur case noire d6 · Cavalier noir sur case blanche g6 · Cavalier blanc sur case blanche b5 · Pion noir sur case noire e5 · Pion blanc sur case noire b4 · Pion blanc sur case noire a3 · Fou blanc sur case blanche b3 · Pion blanc sur case noire e3 · Pion blanc sur case blanche f3 · Pion blanc sur case blanche h3 · Fou blanc sur case noire b2 · Roi blanc sur case blanche e2 · Pion blanc sur case noire f2 · Tour blanche sur case blanche d1 | Tour noire sur case noire d8 · Cavalier noir sur case blanche e8 · Roi noir sur case noire f8 · Pion noir sur case noire a7 · Pion noir sur case blanche f7 · Pion noir sur case noire g7 · Pion noir sur case blanche h7 · Pion noir sur case noire b6 · Fou noir sur case noire d6 · Cavalier noir sur case blanche g6 · Cavalier blanc sur case blanche b5 · Pion noir sur case noire e5 · Pion blanc sur case noire b4 · Pion blanc sur case noire a3 · Fou blanc sur case blanche b3 · Pion blanc sur case noire e3 · Pion blanc sur case blanche f3 · Pion blanc sur case blanche h3 · Fou blanc sur case noire b2 · Roi blanc sur case blanche e2 · Pion blanc sur case noire f2 · Tour blanche sur case blanche d1 | Tour noire sur case noire d8 · Cavalier noir sur case blanche e8 · Roi noir sur case noire f8 · Pion noir sur case noire a7 · Pion noir sur case blanche f7 · Pion noir sur case noire g7 · Pion noir sur case blanche h7 · Pion noir sur case noire b6 · Fou noir sur case noire d6 · Cavalier noir sur case blanche g6 · Cavalier blanc sur case blanche b5 · Pion noir sur case noire e5 · Pion blanc sur case noire b4 · Pion blanc sur case noire a3 · Fou blanc sur case blanche b3 · Pion blanc sur case noire e3 · Pion blanc sur case blanche f3 · Pion blanc sur case blanche h3 · Fou blanc sur case noire b2 · Roi blanc sur case blanche e2 · Pion blanc sur case noire f2 · Tour blanche sur case blanche d1 | Tour noire sur case noire d8 · Cavalier noir sur case blanche e8 · Roi noir sur case noire f8 · Pion noir sur case noire a7 · Pion noir sur case blanche f7 · Pion noir sur case noire g7 · Pion noir sur case blanche h7 · Pion noir sur case noire b6 · Fou noir sur case noire d6 · Cavalier noir sur case blanche g6 · Cavalier blanc sur case blanche b5 · Pion noir sur case noire e5 · Pion blanc sur case noire b4 · Pion blanc sur case noire a3 · Fou blanc sur case blanche b3 · Pion blanc sur case noire e3 · Pion blanc sur case blanche f3 · Pion blanc sur case blanche h3 · Fou blanc sur case noire b2 · Roi blanc sur case blanche e2 · Pion blanc sur case noire f2 · Tour blanche sur case blanche d1 | Tour noire sur case noire d8 · Cavalier noir sur case blanche e8 · Roi noir sur case noire f8 · Pion noir sur case noire a7 · Pion noir sur case blanche f7 · Pion noir sur case noire g7 · Pion noir sur case blanche h7 · Pion noir sur case noire b6 · Fou noir sur case noire d6 · Cavalier noir sur case blanche g6 · Cavalier blanc sur case blanche b5 · Pion noir sur case noire e5 · Pion blanc sur case noire b4 · Pion blanc sur case noire a3 · Fou blanc sur case blanche b3 · Pion blanc sur case noire e3 · Pion blanc sur case blanche f3 · Pion blanc sur case blanche h3 · Fou blanc sur case noire b2 · Roi blanc sur case blanche e2 · Pion blanc sur case noire f2 · Tour blanche sur case blanche d1 | 6 |
| 5 | Tour noire sur case noire d8 · Cavalier noir sur case blanche e8 · Roi noir sur case noire f8 · Pion noir sur case noire a7 · Pion noir sur case blanche f7 · Pion noir sur case noire g7 · Pion noir sur case blanche h7 · Pion noir sur case noire b6 · Fou noir sur case noire d6 · Cavalier noir sur case blanche g6 · Cavalier blanc sur case blanche b5 · Pion noir sur case noire e5 · Pion blanc sur case noire b4 · Pion blanc sur case noire a3 · Fou blanc sur case blanche b3 · Pion blanc sur case noire e3 · Pion blanc sur case blanche f3 · Pion blanc sur case blanche h3 · Fou blanc sur case noire b2 · Roi blanc sur case blanche e2 · Pion blanc sur case noire f2 · Tour blanche sur case blanche d1 | Tour noire sur case noire d8 · Cavalier noir sur case blanche e8 · Roi noir sur case noire f8 · Pion noir sur case noire a7 · Pion noir sur case blanche f7 · Pion noir sur case noire g7 · Pion noir sur case blanche h7 · Pion noir sur case noire b6 · Fou noir sur case noire d6 · Cavalier noir sur case blanche g6 · Cavalier blanc sur case blanche b5 · Pion noir sur case noire e5 · Pion blanc sur case noire b4 · Pion blanc sur case noire a3 · Fou blanc sur case blanche b3 · Pion blanc sur case noire e3 · Pion blanc sur case blanche f3 · Pion blanc sur case blanche h3 · Fou blanc sur case noire b2 · Roi blanc sur case blanche e2 · Pion blanc sur case noire f2 · Tour blanche sur case blanche d1 | Tour noire sur case noire d8 · Cavalier noir sur case blanche e8 · Roi noir sur case noire f8 · Pion noir sur case noire a7 · Pion noir sur case blanche f7 · Pion noir sur case noire g7 · Pion noir sur case blanche h7 · Pion noir sur case noire b6 · Fou noir sur case noire d6 · Cavalier noir sur case blanche g6 · Cavalier blanc sur case blanche b5 · Pion noir sur case noire e5 · Pion blanc sur case noire b4 · Pion blanc sur case noire a3 · Fou blanc sur case blanche b3 · Pion blanc sur case noire e3 · Pion blanc sur case blanche f3 · Pion blanc sur case blanche h3 · Fou blanc sur case noire b2 · Roi blanc sur case blanche e2 · Pion blanc sur case noire f2 · Tour blanche sur case blanche d1 | Tour noire sur case noire d8 · Cavalier noir sur case blanche e8 · Roi noir sur case noire f8 · Pion noir sur case noire a7 · Pion noir sur case blanche f7 · Pion noir sur case noire g7 · Pion noir sur case blanche h7 · Pion noir sur case noire b6 · Fou noir sur case noire d6 · Cavalier noir sur case blanche g6 · Cavalier blanc sur case blanche b5 · Pion noir sur case noire e5 · Pion blanc sur case noire b4 · Pion blanc sur case noire a3 · Fou blanc sur case blanche b3 · Pion blanc sur case noire e3 · Pion blanc sur case blanche f3 · Pion blanc sur case blanche h3 · Fou blanc sur case noire b2 · Roi blanc sur case blanche e2 · Pion blanc sur case noire f2 · Tour blanche sur case blanche d1 | Tour noire sur case noire d8 · Cavalier noir sur case blanche e8 · Roi noir sur case noire f8 · Pion noir sur case noire a7 · Pion noir sur case blanche f7 · Pion noir sur case noire g7 · Pion noir sur case blanche h7 · Pion noir sur case noire b6 · Fou noir sur case noire d6 · Cavalier noir sur case blanche g6 · Cavalier blanc sur case blanche b5 · Pion noir sur case noire e5 · Pion blanc sur case noire b4 · Pion blanc sur case noire a3 · Fou blanc sur case blanche b3 · Pion blanc sur case noire e3 · Pion blanc sur case blanche f3 · Pion blanc sur case blanche h3 · Fou blanc sur case noire b2 · Roi blanc sur case blanche e2 · Pion blanc sur case noire f2 · Tour blanche sur case blanche d1 | Tour noire sur case noire d8 · Cavalier noir sur case blanche e8 · Roi noir sur case noire f8 · Pion noir sur case noire a7 · Pion noir sur case blanche f7 · Pion noir sur case noire g7 · Pion noir sur case blanche h7 · Pion noir sur case noire b6 · Fou noir sur case noire d6 · Cavalier noir sur case blanche g6 · Cavalier blanc sur case blanche b5 · Pion noir sur case noire e5 · Pion blanc sur case noire b4 · Pion blanc sur case noire a3 · Fou blanc sur case blanche b3 · Pion blanc sur case noire e3 · Pion blanc sur case blanche f3 · Pion blanc sur case blanche h3 · Fou blanc sur case noire b2 · Roi blanc sur case blanche e2 · Pion blanc sur case noire f2 · Tour blanche sur case blanche d1 | Tour noire sur case noire d8 · Cavalier noir sur case blanche e8 · Roi noir sur case noire f8 · Pion noir sur case noire a7 · Pion noir sur case blanche f7 · Pion noir sur case noire g7 · Pion noir sur case blanche h7 · Pion noir sur case noire b6 · Fou noir sur case noire d6 · Cavalier noir sur case blanche g6 · Cavalier blanc sur case blanche b5 · Pion noir sur case noire e5 · Pion blanc sur case noire b4 · Pion blanc sur case noire a3 · Fou blanc sur case blanche b3 · Pion blanc sur case noire e3 · Pion blanc sur case blanche f3 · Pion blanc sur case blanche h3 · Fou blanc sur case noire b2 · Roi blanc sur case blanche e2 · Pion blanc sur case noire f2 · Tour blanche sur case blanche d1 | Tour noire sur case noire d8 · Cavalier noir sur case blanche e8 · Roi noir sur case noire f8 · Pion noir sur case noire a7 · Pion noir sur case blanche f7 · Pion noir sur case noire g7 · Pion noir sur case blanche h7 · Pion noir sur case noire b6 · Fou noir sur case noire d6 · Cavalier noir sur case blanche g6 · Cavalier blanc sur case blanche b5 · Pion noir sur case noire e5 · Pion blanc sur case noire b4 · Pion blanc sur case noire a3 · Fou blanc sur case blanche b3 · Pion blanc sur case noire e3 · Pion blanc sur case blanche f3 · Pion blanc sur case blanche h3 · Fou blanc sur case noire b2 · Roi blanc sur case blanche e2 · Pion blanc sur case noire f2 · Tour blanche sur case blanche d1 | 5 |
| 4 | Tour noire sur case noire d8 · Cavalier noir sur case blanche e8 · Roi noir sur case noire f8 · Pion noir sur case noire a7 · Pion noir sur case blanche f7 · Pion noir sur case noire g7 · Pion noir sur case blanche h7 · Pion noir sur case noire b6 · Fou noir sur case noire d6 · Cavalier noir sur case blanche g6 · Cavalier blanc sur case blanche b5 · Pion noir sur case noire e5 · Pion blanc sur case noire b4 · Pion blanc sur case noire a3 · Fou blanc sur case blanche b3 · Pion blanc sur case noire e3 · Pion blanc sur case blanche f3 · Pion blanc sur case blanche h3 · Fou blanc sur case noire b2 · Roi blanc sur case blanche e2 · Pion blanc sur case noire f2 · Tour blanche sur case blanche d1 | Tour noire sur case noire d8 · Cavalier noir sur case blanche e8 · Roi noir sur case noire f8 · Pion noir sur case noire a7 · Pion noir sur case blanche f7 · Pion noir sur case noire g7 · Pion noir sur case blanche h7 · Pion noir sur case noire b6 · Fou noir sur case noire d6 · Cavalier noir sur case blanche g6 · Cavalier blanc sur case blanche b5 · Pion noir sur case noire e5 · Pion blanc sur case noire b4 · Pion blanc sur case noire a3 · Fou blanc sur case blanche b3 · Pion blanc sur case noire e3 · Pion blanc sur case blanche f3 · Pion blanc sur case blanche h3 · Fou blanc sur case noire b2 · Roi blanc sur case blanche e2 · Pion blanc sur case noire f2 · Tour blanche sur case blanche d1 | Tour noire sur case noire d8 · Cavalier noir sur case blanche e8 · Roi noir sur case noire f8 · Pion noir sur case noire a7 · Pion noir sur case blanche f7 · Pion noir sur case noire g7 · Pion noir sur case blanche h7 · Pion noir sur case noire b6 · Fou noir sur case noire d6 · Cavalier noir sur case blanche g6 · Cavalier blanc sur case blanche b5 · Pion noir sur case noire e5 · Pion blanc sur case noire b4 · Pion blanc sur case noire a3 · Fou blanc sur case blanche b3 · Pion blanc sur case noire e3 · Pion blanc sur case blanche f3 · Pion blanc sur case blanche h3 · Fou blanc sur case noire b2 · Roi blanc sur case blanche e2 · Pion blanc sur case noire f2 · Tour blanche sur case blanche d1 | Tour noire sur case noire d8 · Cavalier noir sur case blanche e8 · Roi noir sur case noire f8 · Pion noir sur case noire a7 · Pion noir sur case blanche f7 · Pion noir sur case noire g7 · Pion noir sur case blanche h7 · Pion noir sur case noire b6 · Fou noir sur case noire d6 · Cavalier noir sur case blanche g6 · Cavalier blanc sur case blanche b5 · Pion noir sur case noire e5 · Pion blanc sur case noire b4 · Pion blanc sur case noire a3 · Fou blanc sur case blanche b3 · Pion blanc sur case noire e3 · Pion blanc sur case blanche f3 · Pion blanc sur case blanche h3 · Fou blanc sur case noire b2 · Roi blanc sur case blanche e2 · Pion blanc sur case noire f2 · Tour blanche sur case blanche d1 | Tour noire sur case noire d8 · Cavalier noir sur case blanche e8 · Roi noir sur case noire f8 · Pion noir sur case noire a7 · Pion noir sur case blanche f7 · Pion noir sur case noire g7 · Pion noir sur case blanche h7 · Pion noir sur case noire b6 · Fou noir sur case noire d6 · Cavalier noir sur case blanche g6 · Cavalier blanc sur case blanche b5 · Pion noir sur case noire e5 · Pion blanc sur case noire b4 · Pion blanc sur case noire a3 · Fou blanc sur case blanche b3 · Pion blanc sur case noire e3 · Pion blanc sur case blanche f3 · Pion blanc sur case blanche h3 · Fou blanc sur case noire b2 · Roi blanc sur case blanche e2 · Pion blanc sur case noire f2 · Tour blanche sur case blanche d1 | Tour noire sur case noire d8 · Cavalier noir sur case blanche e8 · Roi noir sur case noire f8 · Pion noir sur case noire a7 · Pion noir sur case blanche f7 · Pion noir sur case noire g7 · Pion noir sur case blanche h7 · Pion noir sur case noire b6 · Fou noir sur case noire d6 · Cavalier noir sur case blanche g6 · Cavalier blanc sur case blanche b5 · Pion noir sur case noire e5 · Pion blanc sur case noire b4 · Pion blanc sur case noire a3 · Fou blanc sur case blanche b3 · Pion blanc sur case noire e3 · Pion blanc sur case blanche f3 · Pion blanc sur case blanche h3 · Fou blanc sur case noire b2 · Roi blanc sur case blanche e2 · Pion blanc sur case noire f2 · Tour blanche sur case blanche d1 | Tour noire sur case noire d8 · Cavalier noir sur case blanche e8 · Roi noir sur case noire f8 · Pion noir sur case noire a7 · Pion noir sur case blanche f7 · Pion noir sur case noire g7 · Pion noir sur case blanche h7 · Pion noir sur case noire b6 · Fou noir sur case noire d6 · Cavalier noir sur case blanche g6 · Cavalier blanc sur case blanche b5 · Pion noir sur case noire e5 · Pion blanc sur case noire b4 · Pion blanc sur case noire a3 · Fou blanc sur case blanche b3 · Pion blanc sur case noire e3 · Pion blanc sur case blanche f3 · Pion blanc sur case blanche h3 · Fou blanc sur case noire b2 · Roi blanc sur case blanche e2 · Pion blanc sur case noire f2 · Tour blanche sur case blanche d1 | Tour noire sur case noire d8 · Cavalier noir sur case blanche e8 · Roi noir sur case noire f8 · Pion noir sur case noire a7 · Pion noir sur case blanche f7 · Pion noir sur case noire g7 · Pion noir sur case blanche h7 · Pion noir sur case noire b6 · Fou noir sur case noire d6 · Cavalier noir sur case blanche g6 · Cavalier blanc sur case blanche b5 · Pion noir sur case noire e5 · Pion blanc sur case noire b4 · Pion blanc sur case noire a3 · Fou blanc sur case blanche b3 · Pion blanc sur case noire e3 · Pion blanc sur case blanche f3 · Pion blanc sur case blanche h3 · Fou blanc sur case noire b2 · Roi blanc sur case blanche e2 · Pion blanc sur case noire f2 · Tour blanche sur case blanche d1 | 4 |
| 3 | Tour noire sur case noire d8 · Cavalier noir sur case blanche e8 · Roi noir sur case noire f8 · Pion noir sur case noire a7 · Pion noir sur case blanche f7 · Pion noir sur case noire g7 · Pion noir sur case blanche h7 · Pion noir sur case noire b6 · Fou noir sur case noire d6 · Cavalier noir sur case blanche g6 · Cavalier blanc sur case blanche b5 · Pion noir sur case noire e5 · Pion blanc sur case noire b4 · Pion blanc sur case noire a3 · Fou blanc sur case blanche b3 · Pion blanc sur case noire e3 · Pion blanc sur case blanche f3 · Pion blanc sur case blanche h3 · Fou blanc sur case noire b2 · Roi blanc sur case blanche e2 · Pion blanc sur case noire f2 · Tour blanche sur case blanche d1 | Tour noire sur case noire d8 · Cavalier noir sur case blanche e8 · Roi noir sur case noire f8 · Pion noir sur case noire a7 · Pion noir sur case blanche f7 · Pion noir sur case noire g7 · Pion noir sur case blanche h7 · Pion noir sur case noire b6 · Fou noir sur case noire d6 · Cavalier noir sur case blanche g6 · Cavalier blanc sur case blanche b5 · Pion noir sur case noire e5 · Pion blanc sur case noire b4 · Pion blanc sur case noire a3 · Fou blanc sur case blanche b3 · Pion blanc sur case noire e3 · Pion blanc sur case blanche f3 · Pion blanc sur case blanche h3 · Fou blanc sur case noire b2 · Roi blanc sur case blanche e2 · Pion blanc sur case noire f2 · Tour blanche sur case blanche d1 | Tour noire sur case noire d8 · Cavalier noir sur case blanche e8 · Roi noir sur case noire f8 · Pion noir sur case noire a7 · Pion noir sur case blanche f7 · Pion noir sur case noire g7 · Pion noir sur case blanche h7 · Pion noir sur case noire b6 · Fou noir sur case noire d6 · Cavalier noir sur case blanche g6 · Cavalier blanc sur case blanche b5 · Pion noir sur case noire e5 · Pion blanc sur case noire b4 · Pion blanc sur case noire a3 · Fou blanc sur case blanche b3 · Pion blanc sur case noire e3 · Pion blanc sur case blanche f3 · Pion blanc sur case blanche h3 · Fou blanc sur case noire b2 · Roi blanc sur case blanche e2 · Pion blanc sur case noire f2 · Tour blanche sur case blanche d1 | Tour noire sur case noire d8 · Cavalier noir sur case blanche e8 · Roi noir sur case noire f8 · Pion noir sur case noire a7 · Pion noir sur case blanche f7 · Pion noir sur case noire g7 · Pion noir sur case blanche h7 · Pion noir sur case noire b6 · Fou noir sur case noire d6 · Cavalier noir sur case blanche g6 · Cavalier blanc sur case blanche b5 · Pion noir sur case noire e5 · Pion blanc sur case noire b4 · Pion blanc sur case noire a3 · Fou blanc sur case blanche b3 · Pion blanc sur case noire e3 · Pion blanc sur case blanche f3 · Pion blanc sur case blanche h3 · Fou blanc sur case noire b2 · Roi blanc sur case blanche e2 · Pion blanc sur case noire f2 · Tour blanche sur case blanche d1 | Tour noire sur case noire d8 · Cavalier noir sur case blanche e8 · Roi noir sur case noire f8 · Pion noir sur case noire a7 · Pion noir sur case blanche f7 · Pion noir sur case noire g7 · Pion noir sur case blanche h7 · Pion noir sur case noire b6 · Fou noir sur case noire d6 · Cavalier noir sur case blanche g6 · Cavalier blanc sur case blanche b5 · Pion noir sur case noire e5 · Pion blanc sur case noire b4 · Pion blanc sur case noire a3 · Fou blanc sur case blanche b3 · Pion blanc sur case noire e3 · Pion blanc sur case blanche f3 · Pion blanc sur case blanche h3 · Fou blanc sur case noire b2 · Roi blanc sur case blanche e2 · Pion blanc sur case noire f2 · Tour blanche sur case blanche d1 | Tour noire sur case noire d8 · Cavalier noir sur case blanche e8 · Roi noir sur case noire f8 · Pion noir sur case noire a7 · Pion noir sur case blanche f7 · Pion noir sur case noire g7 · Pion noir sur case blanche h7 · Pion noir sur case noire b6 · Fou noir sur case noire d6 · Cavalier noir sur case blanche g6 · Cavalier blanc sur case blanche b5 · Pion noir sur case noire e5 · Pion blanc sur case noire b4 · Pion blanc sur case noire a3 · Fou blanc sur case blanche b3 · Pion blanc sur case noire e3 · Pion blanc sur case blanche f3 · Pion blanc sur case blanche h3 · Fou blanc sur case noire b2 · Roi blanc sur case blanche e2 · Pion blanc sur case noire f2 · Tour blanche sur case blanche d1 | Tour noire sur case noire d8 · Cavalier noir sur case blanche e8 · Roi noir sur case noire f8 · Pion noir sur case noire a7 · Pion noir sur case blanche f7 · Pion noir sur case noire g7 · Pion noir sur case blanche h7 · Pion noir sur case noire b6 · Fou noir sur case noire d6 · Cavalier noir sur case blanche g6 · Cavalier blanc sur case blanche b5 · Pion noir sur case noire e5 · Pion blanc sur case noire b4 · Pion blanc sur case noire a3 · Fou blanc sur case blanche b3 · Pion blanc sur case noire e3 · Pion blanc sur case blanche f3 · Pion blanc sur case blanche h3 · Fou blanc sur case noire b2 · Roi blanc sur case blanche e2 · Pion blanc sur case noire f2 · Tour blanche sur case blanche d1 | Tour noire sur case noire d8 · Cavalier noir sur case blanche e8 · Roi noir sur case noire f8 · Pion noir sur case noire a7 · Pion noir sur case blanche f7 · Pion noir sur case noire g7 · Pion noir sur case blanche h7 · Pion noir sur case noire b6 · Fou noir sur case noire d6 · Cavalier noir sur case blanche g6 · Cavalier blanc sur case blanche b5 · Pion noir sur case noire e5 · Pion blanc sur case noire b4 · Pion blanc sur case noire a3 · Fou blanc sur case blanche b3 · Pion blanc sur case noire e3 · Pion blanc sur case blanche f3 · Pion blanc sur case blanche h3 · Fou blanc sur case noire b2 · Roi blanc sur case blanche e2 · Pion blanc sur case noire f2 · Tour blanche sur case blanche d1 | 3 |
| 2 | Tour noire sur case noire d8 · Cavalier noir sur case blanche e8 · Roi noir sur case noire f8 · Pion noir sur case noire a7 · Pion noir sur case blanche f7 · Pion noir sur case noire g7 · Pion noir sur case blanche h7 · Pion noir sur case noire b6 · Fou noir sur case noire d6 · Cavalier noir sur case blanche g6 · Cavalier blanc sur case blanche b5 · Pion noir sur case noire e5 · Pion blanc sur case noire b4 · Pion blanc sur case noire a3 · Fou blanc sur case blanche b3 · Pion blanc sur case noire e3 · Pion blanc sur case blanche f3 · Pion blanc sur case blanche h3 · Fou blanc sur case noire b2 · Roi blanc sur case blanche e2 · Pion blanc sur case noire f2 · Tour blanche sur case blanche d1 | Tour noire sur case noire d8 · Cavalier noir sur case blanche e8 · Roi noir sur case noire f8 · Pion noir sur case noire a7 · Pion noir sur case blanche f7 · Pion noir sur case noire g7 · Pion noir sur case blanche h7 · Pion noir sur case noire b6 · Fou noir sur case noire d6 · Cavalier noir sur case blanche g6 · Cavalier blanc sur case blanche b5 · Pion noir sur case noire e5 · Pion blanc sur case noire b4 · Pion blanc sur case noire a3 · Fou blanc sur case blanche b3 · Pion blanc sur case noire e3 · Pion blanc sur case blanche f3 · Pion blanc sur case blanche h3 · Fou blanc sur case noire b2 · Roi blanc sur case blanche e2 · Pion blanc sur case noire f2 · Tour blanche sur case blanche d1 | Tour noire sur case noire d8 · Cavalier noir sur case blanche e8 · Roi noir sur case noire f8 · Pion noir sur case noire a7 · Pion noir sur case blanche f7 · Pion noir sur case noire g7 · Pion noir sur case blanche h7 · Pion noir sur case noire b6 · Fou noir sur case noire d6 · Cavalier noir sur case blanche g6 · Cavalier blanc sur case blanche b5 · Pion noir sur case noire e5 · Pion blanc sur case noire b4 · Pion blanc sur case noire a3 · Fou blanc sur case blanche b3 · Pion blanc sur case noire e3 · Pion blanc sur case blanche f3 · Pion blanc sur case blanche h3 · Fou blanc sur case noire b2 · Roi blanc sur case blanche e2 · Pion blanc sur case noire f2 · Tour blanche sur case blanche d1 | Tour noire sur case noire d8 · Cavalier noir sur case blanche e8 · Roi noir sur case noire f8 · Pion noir sur case noire a7 · Pion noir sur case blanche f7 · Pion noir sur case noire g7 · Pion noir sur case blanche h7 · Pion noir sur case noire b6 · Fou noir sur case noire d6 · Cavalier noir sur case blanche g6 · Cavalier blanc sur case blanche b5 · Pion noir sur case noire e5 · Pion blanc sur case noire b4 · Pion blanc sur case noire a3 · Fou blanc sur case blanche b3 · Pion blanc sur case noire e3 · Pion blanc sur case blanche f3 · Pion blanc sur case blanche h3 · Fou blanc sur case noire b2 · Roi blanc sur case blanche e2 · Pion blanc sur case noire f2 · Tour blanche sur case blanche d1 | Tour noire sur case noire d8 · Cavalier noir sur case blanche e8 · Roi noir sur case noire f8 · Pion noir sur case noire a7 · Pion noir sur case blanche f7 · Pion noir sur case noire g7 · Pion noir sur case blanche h7 · Pion noir sur case noire b6 · Fou noir sur case noire d6 · Cavalier noir sur case blanche g6 · Cavalier blanc sur case blanche b5 · Pion noir sur case noire e5 · Pion blanc sur case noire b4 · Pion blanc sur case noire a3 · Fou blanc sur case blanche b3 · Pion blanc sur case noire e3 · Pion blanc sur case blanche f3 · Pion blanc sur case blanche h3 · Fou blanc sur case noire b2 · Roi blanc sur case blanche e2 · Pion blanc sur case noire f2 · Tour blanche sur case blanche d1 | Tour noire sur case noire d8 · Cavalier noir sur case blanche e8 · Roi noir sur case noire f8 · Pion noir sur case noire a7 · Pion noir sur case blanche f7 · Pion noir sur case noire g7 · Pion noir sur case blanche h7 · Pion noir sur case noire b6 · Fou noir sur case noire d6 · Cavalier noir sur case blanche g6 · Cavalier blanc sur case blanche b5 · Pion noir sur case noire e5 · Pion blanc sur case noire b4 · Pion blanc sur case noire a3 · Fou blanc sur case blanche b3 · Pion blanc sur case noire e3 · Pion blanc sur case blanche f3 · Pion blanc sur case blanche h3 · Fou blanc sur case noire b2 · Roi blanc sur case blanche e2 · Pion blanc sur case noire f2 · Tour blanche sur case blanche d1 | Tour noire sur case noire d8 · Cavalier noir sur case blanche e8 · Roi noir sur case noire f8 · Pion noir sur case noire a7 · Pion noir sur case blanche f7 · Pion noir sur case noire g7 · Pion noir sur case blanche h7 · Pion noir sur case noire b6 · Fou noir sur case noire d6 · Cavalier noir sur case blanche g6 · Cavalier blanc sur case blanche b5 · Pion noir sur case noire e5 · Pion blanc sur case noire b4 · Pion blanc sur case noire a3 · Fou blanc sur case blanche b3 · Pion blanc sur case noire e3 · Pion blanc sur case blanche f3 · Pion blanc sur case blanche h3 · Fou blanc sur case noire b2 · Roi blanc sur case blanche e2 · Pion blanc sur case noire f2 · Tour blanche sur case blanche d1 | Tour noire sur case noire d8 · Cavalier noir sur case blanche e8 · Roi noir sur case noire f8 · Pion noir sur case noire a7 · Pion noir sur case blanche f7 · Pion noir sur case noire g7 · Pion noir sur case blanche h7 · Pion noir sur case noire b6 · Fou noir sur case noire d6 · Cavalier noir sur case blanche g6 · Cavalier blanc sur case blanche b5 · Pion noir sur case noire e5 · Pion blanc sur case noire b4 · Pion blanc sur case noire a3 · Fou blanc sur case blanche b3 · Pion blanc sur case noire e3 · Pion blanc sur case blanche f3 · Pion blanc sur case blanche h3 · Fou blanc sur case noire b2 · Roi blanc sur case blanche e2 · Pion blanc sur case noire f2 · Tour blanche sur case blanche d1 | 2 |
| 1 | Tour noire sur case noire d8 · Cavalier noir sur case blanche e8 · Roi noir sur case noire f8 · Pion noir sur case noire a7 · Pion noir sur case blanche f7 · Pion noir sur case noire g7 · Pion noir sur case blanche h7 · Pion noir sur case noire b6 · Fou noir sur case noire d6 · Cavalier noir sur case blanche g6 · Cavalier blanc sur case blanche b5 · Pion noir sur case noire e5 · Pion blanc sur case noire b4 · Pion blanc sur case noire a3 · Fou blanc sur case blanche b3 · Pion blanc sur case noire e3 · Pion blanc sur case blanche f3 · Pion blanc sur case blanche h3 · Fou blanc sur case noire b2 · Roi blanc sur case blanche e2 · Pion blanc sur case noire f2 · Tour blanche sur case blanche d1 | Tour noire sur case noire d8 · Cavalier noir sur case blanche e8 · Roi noir sur case noire f8 · Pion noir sur case noire a7 · Pion noir sur case blanche f7 · Pion noir sur case noire g7 · Pion noir sur case blanche h7 · Pion noir sur case noire b6 · Fou noir sur case noire d6 · Cavalier noir sur case blanche g6 · Cavalier blanc sur case blanche b5 · Pion noir sur case noire e5 · Pion blanc sur case noire b4 · Pion blanc sur case noire a3 · Fou blanc sur case blanche b3 · Pion blanc sur case noire e3 · Pion blanc sur case blanche f3 · Pion blanc sur case blanche h3 · Fou blanc sur case noire b2 · Roi blanc sur case blanche e2 · Pion blanc sur case noire f2 · Tour blanche sur case blanche d1 | Tour noire sur case noire d8 · Cavalier noir sur case blanche e8 · Roi noir sur case noire f8 · Pion noir sur case noire a7 · Pion noir sur case blanche f7 · Pion noir sur case noire g7 · Pion noir sur case blanche h7 · Pion noir sur case noire b6 · Fou noir sur case noire d6 · Cavalier noir sur case blanche g6 · Cavalier blanc sur case blanche b5 · Pion noir sur case noire e5 · Pion blanc sur case noire b4 · Pion blanc sur case noire a3 · Fou blanc sur case blanche b3 · Pion blanc sur case noire e3 · Pion blanc sur case blanche f3 · Pion blanc sur case blanche h3 · Fou blanc sur case noire b2 · Roi blanc sur case blanche e2 · Pion blanc sur case noire f2 · Tour blanche sur case blanche d1 | Tour noire sur case noire d8 · Cavalier noir sur case blanche e8 · Roi noir sur case noire f8 · Pion noir sur case noire a7 · Pion noir sur case blanche f7 · Pion noir sur case noire g7 · Pion noir sur case blanche h7 · Pion noir sur case noire b6 · Fou noir sur case noire d6 · Cavalier noir sur case blanche g6 · Cavalier blanc sur case blanche b5 · Pion noir sur case noire e5 · Pion blanc sur case noire b4 · Pion blanc sur case noire a3 · Fou blanc sur case blanche b3 · Pion blanc sur case noire e3 · Pion blanc sur case blanche f3 · Pion blanc sur case blanche h3 · Fou blanc sur case noire b2 · Roi blanc sur case blanche e2 · Pion blanc sur case noire f2 · Tour blanche sur case blanche d1 | Tour noire sur case noire d8 · Cavalier noir sur case blanche e8 · Roi noir sur case noire f8 · Pion noir sur case noire a7 · Pion noir sur case blanche f7 · Pion noir sur case noire g7 · Pion noir sur case blanche h7 · Pion noir sur case noire b6 · Fou noir sur case noire d6 · Cavalier noir sur case blanche g6 · Cavalier blanc sur case blanche b5 · Pion noir sur case noire e5 · Pion blanc sur case noire b4 · Pion blanc sur case noire a3 · Fou blanc sur case blanche b3 · Pion blanc sur case noire e3 · Pion blanc sur case blanche f3 · Pion blanc sur case blanche h3 · Fou blanc sur case noire b2 · Roi blanc sur case blanche e2 · Pion blanc sur case noire f2 · Tour blanche sur case blanche d1 | Tour noire sur case noire d8 · Cavalier noir sur case blanche e8 · Roi noir sur case noire f8 · Pion noir sur case noire a7 · Pion noir sur case blanche f7 · Pion noir sur case noire g7 · Pion noir sur case blanche h7 · Pion noir sur case noire b6 · Fou noir sur case noire d6 · Cavalier noir sur case blanche g6 · Cavalier blanc sur case blanche b5 · Pion noir sur case noire e5 · Pion blanc sur case noire b4 · Pion blanc sur case noire a3 · Fou blanc sur case blanche b3 · Pion blanc sur case noire e3 · Pion blanc sur case blanche f3 · Pion blanc sur case blanche h3 · Fou blanc sur case noire b2 · Roi blanc sur case blanche e2 · Pion blanc sur case noire f2 · Tour blanche sur case blanche d1 | Tour noire sur case noire d8 · Cavalier noir sur case blanche e8 · Roi noir sur case noire f8 · Pion noir sur case noire a7 · Pion noir sur case blanche f7 · Pion noir sur case noire g7 · Pion noir sur case blanche h7 · Pion noir sur case noire b6 · Fou noir sur case noire d6 · Cavalier noir sur case blanche g6 · Cavalier blanc sur case blanche b5 · Pion noir sur case noire e5 · Pion blanc sur case noire b4 · Pion blanc sur case noire a3 · Fou blanc sur case blanche b3 · Pion blanc sur case noire e3 · Pion blanc sur case blanche f3 · Pion blanc sur case blanche h3 · Fou blanc sur case noire b2 · Roi blanc sur case blanche e2 · Pion blanc sur case noire f2 · Tour blanche sur case blanche d1 | Tour noire sur case noire d8 · Cavalier noir sur case blanche e8 · Roi noir sur case noire f8 · Pion noir sur case noire a7 · Pion noir sur case blanche f7 · Pion noir sur case noire g7 · Pion noir sur case blanche h7 · Pion noir sur case noire b6 · Fou noir sur case noire d6 · Cavalier noir sur case blanche g6 · Cavalier blanc sur case blanche b5 · Pion noir sur case noire e5 · Pion blanc sur case noire b4 · Pion blanc sur case noire a3 · Fou blanc sur case blanche b3 · Pion blanc sur case noire e3 · Pion blanc sur case blanche f3 · Pion blanc sur case blanche h3 · Fou blanc sur case noire b2 · Roi blanc sur case blanche e2 · Pion blanc sur case noire f2 · Tour blanche sur case blanche d1 | 1 |
|   | a | b | c | d | e | f | g | h |   |

|                  | 1 | 2 | 3 | 4 | 5 | 6 | 7 | 8 | 9 | 10 | 11 | 12 | 13 | 14 | 15 | 16 | 17 | 18 | 19 | Victoires |
| ---------------- | - | - | - | - | - | - | - | - | - | -- | -- | -- | -- | -- | -- | -- | -- | -- | -- | --------- |
| Emanuel Lasker   | 1 | 0 | 1 | 0 | ½ | ½ | 1 | 1 | 1 | 1  | 1  | ½  | 0  | 0  | 1  | 1  | 0  | ½  | 1  | 10        |
| Wilhelm Steinitz | 0 | 1 | 0 | 1 | ½ | ½ | 0 | 0 | 0 | 0  | 0  | ½  | 1  | 1  | 0  | 0  | 1  | ½  | 0  | 5         |